# Cerberus Capital Management
Cerberus Capital Management grundades 1992 och är ett amerikanskt investmentbolag baserat i New York. 
I maj 2007 köpte Cerberus Capital Management 80,1 % av Chrysler Corporation från DaimlerChrysler. Försöken att få lönsamhet i bilföretaget strandade 2008 i samband med en nedgång i bilförsäljningen i USA och brist på tillfört kapital av huvudägaren. Chrysler gick i konkurs i april 2009.